# Жизнь для живых
«Жизнь для живых» (маратхи माणूस; Manoos, досл.: «Человек»; англ. Life's for Living) — индийская социальная мелодрама 1939 года на языке маратхи, снятая В. Шантарамом. Фильм одновременно был выпущен на хинди под названием Aadmi (хинди आदमी). Сюжет основан на рассказе «Полицейский констебль» и написан А. Бхаскаррао, а сценарий и диалоги написаны Анантом Канекаром. Оператором фильма был В. Авадхут, музыку написал Мастер Кришна Рао, слова песен — Канекар. В актёрский состав вошли Шаху Модак, Шанта Хубликар, Сундара Бай, Рам Маратхе, Нармада, Ганпатрао и Раджа Паранджпе.
Фильм затрагивает тему любви честного полицейского к проститутке и его попыток реабилитировать её, а также отвержение общества.

## Сюжет
Честный полицейский Ганпат во время обхода встречает проститутку Майну. Он спасает её, когда полиция устраивает облаву на проституток. За несколько встреч он влюбляется в неё. Он пытается реабилитировать Майну, вытащив её из её окружения и женившись на ней. В этом начинании он знакомит её со своей матерью, чтобы получить её одобрение. Социальное неодобрение приносит несчастье. Ганапат начинает выпивать и становится алкоголиком. Майна терзается чувством вины, она не в состоянии выносить насмешки и ехидные замечания. В конце концов она убивает своего злого дядю и отказывается от помощи Ганпата, когда её арестовывают.

## Актёры
- Шаху Модак — Ганпат / Моти
- Шанта Хубликар — Майна / Кесар
- Сундара Бай — мать Ганпата / мать Моти
- Будасахеб — Мегхарам
- Рам Марат — Манну
- Чхотту — старик
- Гаури — Биджли
- Манджу — Шама
- Нармада Шанкар — Радха
- Ганпатрао Тамбат — инспектор полиции
- Раджа Паранджпе — дядя
- Манаджирао — владелец мотеля

## Производство
Изначально «Шантарам» решил взять на роль проститутки Шанту Апте и пригласил композитора Васанта Десаи на роль главного героя. Пробы Десаи прошли успешно, однако он был разочарован, когда Шантарам сообщил ему, что берет на роль Шаху Модака, новичка в актёрском мастерстве. Дебютной работой Модака в кино была детская роль в фильме Shyam Sunder (1932), где он снялся вместе с Шантой Апте, сыграв ребёнка-Кришну. После выхода «Жизни для живых» он стал «звездой высшего уровня». Шантарам посетил кварталы красных фонарей Бомбея, чтобы добиться наиболее точных декораций, которые сделал С. Фаттелалом в студии Prabhat Studios. По словам режиссёра Шьям Бенегал, «трудно поверить», что сцены снимались в студии. Для обучения Модака и других актёров, играющих полицейских, был нанят отставной армейский офицер. Тренировки оказались интенсивными и продолжительными, и Модаку пришлось попросить их прекратить.
Фильм имел некоторое сходство с фильмом «Мост Ватерлоо» (1931), снятым Джеймсом Уэйлом.

## Саундтрек
Композитором был Мастер Кришнарао, а автором слов — Анант Канекар. Стала популярной песня «Kashala Udyachi Baat- Hi Sarun Chalali Raat» («Чего ты беспокоишься о завтрашнем дне, ночь ускользает»). В ней было смешано шесть индийских языков: маратхи, хинди, тамильский, телугу, бенгальский, гуджарати и панджаби. По словам Анила Дамле, внука Вишнупанта Говинда Дамле, для того, чтобы добиться «правильного текста и произношения», были наняты Анил Бисвас и другие композиторы. Песня получила высокую критическую оценку Бабурао Пателя в киножурнале Filmindia за октябрь 1939 года. Ещё одна песня, ставшая известной — «Man Paapi Bhoola Kaun Ise Samjhaye» в исполнении Бай Сундрабай. В фильм включена пародия на знаменитую песню «Main Ban Ka Panchhi» Ашока Кумара и Девики Рани из фильма Achhut Kanya (1936) — «Main Panch Ban Ban Dolu Re» в исполнении Шанты Хубликар.

### Песни на маратхи
| # | Название               | Исполнители    |
| - | ---------------------- | -------------- |
| 1 | Diwali, Diwali Aali    | Шанта Хубликар |
| 2 | Lootuya Premacha Bazar | Хубликар       |
| 3 | Kashala Udyachi Baat   | Шанта Хубликар |
| 4 | Tod Soh Moha           | Шаху Модак     |
| 5 | Man Paapi Bhoola       | Сундарабай     |
| 6 | Ja Ja Kushal           | Шанта Хубликар |
| 7 | Gulzar Nari Nyari      | Рам Маратхе    |

### Песни на хинди
| # | Название                             | Исполнители    |
| - | ------------------------------------ | -------------- |
| 1 | So Jaa Sapne Ki Aasha Koi Nahin Hai  | Шанта Хубликар |
| 2 | Premi Premnagar Mein Jaayen          | Шанта Хубликар |
| 3 | Kis Ke Liye Kal Ki Baat              | Шанта Хубликар |
| 4 | Ta Ra Ra Nao Naa                     | Рам Маратхе    |
| 5 | Man Paapi Bhoola                     | Сундара Бай    |
| 6 | Jaag Jaag Jaag, Meethi Neend Se Jaga | Шаху Модхак    |
| 7 | Barjori Karke Saiyan Ne              | Рам Маратхе    |
| 8 | Bahar Aayi Piyari                    | Шанта Хубликар |
| 9 | Main Jaan Gayi                       | Шанта Хубликар |

## Критика
Шантараму высказывали восхищение как визионеру за его социально-реформаторские фильмы — посвящённые индуистско-мусульманскому единству — Shejari на маратхи и Padosi на хинди, Manoos (Aadmi) с темами алкоголизма и возвышения женщин и Kunku (Duniya Na Mane) за тему женской эмансипации. В 2014 году фильму исполнилось 75 лет, но он все ещё «остаётся свежим». Фильм считается «классическим» наряду с двумя другими фильмами Шантарама, Kunku (1937) и Shejari (Padosi, 1941). Он упоминается как один из «лучших социальных фильмов» среди ставших успешными. «Жизнь для живых» получил похвалу от Чарли Чаплина.